# Repentigny
Repentigny er en canadisk by i provinsen Québec, beliggende hvor Rivière des Prairies og Rivière L'Assomption løber ud i Saint Lawrence-floden lige nord/øst for Montréal.

## Personer fra Repentigny
- Marie-Ève Pelletier, tennisspiller